# Lake Neepaulin
Lake Neepaulin ist ein kleiner künstlicher See in der Wantage Township im Sussex County im US-Bundesstaat New Jersey. Der im Einzugsgebiet des Papakating Creek – eines Zuflusses des Wallkill River – liegende See entstand in den 1950er Jahren durch den Bau einer Talsperre, wodurch ein unbenannter Bergbach aufgestaut wurde. Der Bach, der heute als Neepaulakating Creek bekannt ist, erhielt erst 2002 seinen Namen.

## Geographie
Lake Neepaulin wurde geschaffen durch den Bau einer Talsperre am Neepaulakating Creek. Das Quellgebiet des Baches liegt ungefähr 600 m nordwestlich des nördlichen Endes des Sees, südlich der County Route 650 (Libertyville Road) etwa auf halbem Weg zwischen dem Weiler Libertville in der Wantage Township und Sussex. Lake Neepaulin liegt 155 m über dem Meeresspiegel. Der See befindet sich im Zentrum einer Wohnsiedlung in privater Trägerschaft. Unterhalb des Dammes hat der Bach eine Länge von 2,4 km, dann mündet er in den Papakating Creek, einen Zufluss des Wallkill River. Bach, See und sein Einzugsgebiet liegen im Kittatinny Valley, dem Schwarzschiefer und Kalkstein der Martinsburg Formation unterliegen und dessen Böden glazialen Ursprungs sind.
Nach den Angaben des New Jersey Department of Environmental Protection (NJDEP) tragen zwei Siedlungen an Seen im Einzugsgebiet des Papakating Creek – am Lake Neepaulin und am nahegelegenen Clove Acres Lake – zur Belastung des Papakating Creek mit Phosphaten bei. Sie haben ihren Ursprung im eingetragenen Dünger von den Rasenflächen der Anwohner oder nahegelegenen Landwirtschaftsbetrieben und der großen Populationen von Gänsen, die an den Seen leben.

## Geschichte
In den 1950er Jahren ließ ein Bauunternehmer einen damals unbenannten Wasserlauf nordwestlich von Sussex aufstauen und schuf so den Lake Neepaulin. Dieser See befand sich im Zentrum einer privat finanzierten Wohnsiedlung. Der Name des Sees ist ein Wortspiel aus den Namen der Kinder dieses Bauunternehmers. 2014 erwarb die Wantage Township den See von der früheren Non-profit-Verwaltungsgesellschaft und ermöglichte den Bewohnern der Township den Zugang zum See zu Erholungszwecken.

## Belege
1. 1 2 3  Lake Neepaulin. In: Geographic Names Information System. United States Geological Survey, United States Department of the Interior, abgerufen am 20. Dezember 2015 (englisch).
2. 1 2  United States Geological Survey.
3. 1 2 3  Friends of Lake Neepaulin, Nathaniel Sajdak, Jennifer E. Runyon (USGS), United States Board of Geographic Names: Case Brief: Neepaulakating Creek. (2002).
4. ↑  Google, Inc.: Google Maps location for 41°12'59"N 74°37'35"W. Abgerufen am 20. Juli 2015.
5. ↑  Avery Ala Drake Jr., Richard A. Volkert, Donald H. Monteverde, Gregory C. Herman, Hugh F. Houghton, Ronald A. Parker, Richard F. Dalton: I2540a: Bedrock geologic map of northern New Jersey, IMAP.
6. ↑  New Jersey Department of Environmental Protection, Division of Watershed Management: Amendment to the Sussex County Water Quality Management Plan: Total Maximum Daily Load to Address Phosphorus in the Clove Acres Lake and Papakating Creek Northwest Water Region (PDF, 959 kB, 2004), 9.
7. ↑  New Jersey Department of Environmental Protection: State Development & Redevelopment Plan. – Township of Frankford, Sussex County. (PDF, 29. Mai 2009)
8. 1 2  Eric Oberhauer: Wantage resident suing over costs of Lake Neepaulin dam. In: The New Jersey Herald. 22. April 2012.
9. ↑  E-mail corresponsdence Jim Rementer (Lenape Language Project) to Jennifer E. Runyon, USGS BGN (24. März 2004).
10. ↑  Vera Olinski: Wantage to take ownership of Lake Neepaulin: Public hearing on transfer scheduled for August In: The Advertiser News North. 22. Juli 2014.
11. ↑  Township of Wantage (New Jersey): Ordinance 2015-06: Ordinance Adopting Rules and Regulations for the Lake Neepaulin Property Known and Designated as Tax Block 69.01, Lot 40, and Block 69.02, Lot 55 Within the Township of Wantage, County of Sussex, State of New Jersey (PDF, 2015).